# 119エマージェンシーコール
『119エマージェンシーコール』（いちいちきゅーエマージェンシーコール）は、2025年1月13日から3月31日までフジテレビ系「月9」枠にて放送されたテレビドラマ。主演は清野菜名。
横浜市消防局がドラマ制作に協力し、それに先立ち、フジテレビは2024年11月に横浜市との間で連携協定を締結。同局の不祥事のため2025年1月限りで協力クレジットは取り下げられたが、その後も撮影協力は継続された（後述）。

## キャスト

### 主要人物
粕原雪（かすはら ゆき）
演 - 清野菜名（25年前：小島叶誉）
横浜市消防局司令課3係の指令管制員。前職は銀行職員。
通報を受け、気になった現場には想像をすることがある。
兼下睦夫（かねした むつお）
演 - 瀬戸康史
横浜市消防局司令課3係の指令管制員。雪の教育係。元消防隊。小学生の息子がいる。

### 横浜市消防局

#### 司令課3係
新島紗良（にいじま さら）
演 - 見上愛
指令管制員。雪の先輩。
与呉心之介（よご しんのすけ）
演 - 一ノ瀬颯
指令管制員。救急救命士の資格を持つ。
箕輪健介（みのわ けんすけ）
演 - 前原滉
指令管制員。しゃべりが得意。
堂島信一（どうじま しんいち）
演 - 佐藤浩市
主任。通称「伝説の指令管制員」。
高千穂一葉（たかちほ かずは）
演 - 中村ゆり
係長。お酒好き。
唐沢智
演 - 岡部光祐
管制員。
坂本太
演 - 中村敦
管制員。
高原浩
演 - 貴堂寛之
管制員。
千葉悠一
演 - 多田無情
管制員。
管制員
演 - 田中あい

#### 横浜中央消防署
上杉昴（うえすぎ すばる）
演 - 酒井大成
現場第一主義者で、現場に介入する雪の存在を快く思っていない。与呉の消防学校時代の同期。中央消防署の消防救助隊からジョブローテーションで指令課にやってくる。
飯田慎吾（いいだ しんご）
演 - 谷恭輔
中央消防署消防救助隊の隊長。睦夫の消防隊時代の元同僚。

#### 総務課
田中悠（たなか ゆう）
演 - 三浦獠太
消防局総務課職員。

### 粕原家
粕原小夏（かすはら こなつ）
演 - 蓮佛美沙子（25年前：兒島百那）
雪の姉。イラストレーター。とある要因で失声症を患っている。
粕原春香（かすはら はるか）
演 - 堀内敬子
雪の母。スーパーでパートの仕事をしている。
粕原銀（かすはら ぎん）
演 - 遠山俊也
雪の父。フリーのコピーライター。

### 兼下家
兼下栞
演 - 高田里穂
睦夫の妻。
兼下光
演 - 高木波瑠
睦夫の息子。

### ゲスト

#### CALL-1
男性
演 - 梶裕貴
美浜町の火事現場のネットカフェ「みなと倶楽部」から通報する男性。
女性
演 - 金澤美穂（最終話）
桜浜橋で電動キックボードの男性が頭を打って倒れたと通報してきた女性。その時は何も出来なかったが、後にルミナスにある猫カフェ「テール」で男性を心臓マッサージで蘇生させ感謝状を受けた（最終話）。
女性
演 - 根岸晴子
マリンモールのフードコートで蕎麦を食事中、異臭に気付き通報してきた女性。
山下莉乃〈7〉
演 - 本田都々花
英語教室の帰りにマリンモールで事故に巻き込まれた少女。
山下絵美
演 - 護あさな
莉乃の母親。妊娠中。
池田英道
演 - 伊藤徳彦
横浜市消防局警防部司令課1係 係長。
管制員
演 - 秋場清之、八重樫佑太
朝、3係と引継ぎをする司令課1係の管制員たち。
高齢女性とその娘
演 - 田村律子、中村真知子
マリンモールから避難中に母親が転倒して動けなくなったと通報してきた。
男性
声 - 榎木淳弥
119番にイタズラ電話をかけてくる男性。
通報者
声 - 田中亮一、真殿光昭、柳沢三千代、前田愛、山口太郎（第9話・最終話）、鶴田真希（第5話・第7話・最終話）、ボルケーノ太田、八木沼凌（第4話・最終話）
119番宛に様々な通報をしてくる人たち。
アナウンサー
声 - 藤本万梨乃（第2話）、奥寺健（いずれもフジテレビアナウンサー）
マリンモールのフードコートでの異臭騒ぎ、およびその原因が清掃ロボットの動作不良だったことを伝える。
アナウンス
声 - 兼安愛海（第2話・第4話 - 最終話）
出動アナウンスの声。

#### CALL-2
潮見蒼太
演 - 藤堂日向（第9話・第10話）
兼下の消防隊員時代の同僚。2年前に火事で爆発に巻き込まれ重傷を負い退職した。
工場長
演 - 野添義弘
鉄製品の板金加工を請け負う鶴見区の金属加工会社「佐久山工業」の工場長。
女性
演 - 西慶子
「佐久山工業」に勤めていた派遣社員。職場の人が工場の機械で指を切ったと119番通報してきた。
男性
演 - 安田裕、掛札高志
「佐久山工業」にアルミニウムパウダーを納品する業者。
男性
演 - キャッチャー中澤
公園のタコ滑り台に挟まり動けなくなったと119番通報してきた。
女性
演 - 深沢エミ
兼下がボランティアで訪れた震災後の東北の家屋で家族の写真を見つけ泣き崩れる女性。
医師
演 - 高谷智子
失声症の小夏の主治医。
女性
演 - 川越たまき
爆発事故に遭った家で、兼下が取りに戻った家族写真の女性。
教師
演 - 中園彩香
横浜市消防局指令課を見学の小学生たちを引率する。
児童
演 - 静莉子、濱崎司、白髭善
横浜市消防局を見学する小学生。
子ども
演 - 塚尾桜雅
河辺でカピバラのカピ太郎を探す子供。
母親
声 - 釘宮理恵
1歳の息子がボタン電池飲み込んだと119番通報してきた。
通報者
声 - 柿沼紫乃、蟹江俊介（第5話）、橘内良平（第8話）、渡辺秀（第9話）
119番宛に様々な通報をしてくる人たち。

#### CALL-3
江上翔
演 - 西山潤
大学時代からの新島紗良の彼氏。ロンドン転勤の話があるという。
男性
演 - 吉開一生、北澤大斗、薮内大河
紗良の大学時代の同期たち。
男性
演 - 雨果
妊娠中の妻が気分が悪いようで動けないと119番してきた中国人男性。
福田進
演 - 田米カツヒロ
横浜市消防局警防部司令課2係 係長。
店員
演 - 高橋里英（第4話 - 第6話・第9話 - 最終話）
高千穂行きつけの中華料理店「牡丹園」の店員のおばちゃん。
店主
声 - 檜山修之
少しクセのあるラーメン店「はまでん」の店主。客が火傷をしたと119番してきた。
夫婦
声 - 金本涼輔、前田綾香
119番通報してきたのに、救急車を「呼ぶ」「いらない」と電話口で夫婦喧嘩する夫婦。
男性
声 - 千葉俊哉（第6話）
指輪が抜けないと119番してきた男性。
女性
声 - 芝村洋子
「息が苦しい」のに周りは何もしてくれないとグループホーム千秋庵から119番してきた認知症の女性。
女性
声 - 王圓圓
通訳センターの中国語通訳。
女性
声 - Jamell Tagle
おなかが痛いと英語で119番してきた女性。詳しく事情を聞くとバッドエッグ（ろくでなし）の恋人に殴られたのだという。
女性
声 - Celia Jiménez
一緒に旅行に来た友達がお腹を痛がっているとスペイン語で119番通報してきた旅行客。
その他
声 - のぐちゆり、林藤さちこ（第4話）

#### CALL-4
峰元英隆
演 - マキタスポーツ
司令センターにやってきた指導医。
藤原陽菜
演 - 泉有乃
3年前にオープンカフェで起きた爆発事故に巻き込まれた女の子。
竹田夫妻
声 - 島﨑信長（最終話）、井上麻里奈（最終話）
都築パーキングエリアより119番通報してきた夫婦。同行する妻方の父（田所）が急性の心筋梗塞を起こしていた。
草刈り機で足を切った男性を中区民センターから横浜みらい病院まで車で運ぶ（最終話）。
大杉
声 - 川庄美雪
自宅の火事の通報をしてきた戸塚区在住の主婦。
秋庭
声 - 川口圭子
インフルエンザにかかった82歳の夫の容態が不安だと通報してきた78歳の妻。
救急隊員
演 - 井上流太朗
3年前のカフェの爆発事故の対応に当たる救急隊員。
通報者
声 - 徳山靖彦、祖山桃子（第5話）、佐々木省三、れいみ（第7話）、水谷敏行
119番宛に様々な通報をしてくる人たち。

#### CALL-5
岩瀬登（いわせ のぼる）〈76〉
演 - 久保酎吉
スーパー店員のストーカーとなり、119番通報を利用して嫌がらせをする男性。
古川順子（ふるかわ よりこ）
演 - 山下容莉枝
スーパー「PLAZA EIKO」の店員。「シティーヒルズ」の207号室の住人。
小宮タヒオ
演 - 森岡龍
古川順子と同じ「シティーヒルズ」の403号室に住むインフルエンサーの男性。足の親指の付け根が痛いと119番通報してきた。
片岡、大山
演 - 二階堂智、大山大
横浜中央消防署の総務部長と総務課長。田中悠の上司。
客
演 - 須間一也、越川みつお
スーパー「PLAZA EIKO」の客。
店員
演 - 鈴木理学
スーパー「PLAZA EIKO」の店員。
記者
演 - 山口のりとも
横浜中央消防署の記者会見で厳しい質問を浴びせる。
隊員
演 - 米玉利佑樹、工藤大雅
横浜中央消防署の消防隊員。
男性
声 - 山口勝平
足の痛みを訴え119番してきた男性。救急車にはスタスタ歩いて乗ったという。
アナウンサー
声 - 勝野健（フジテレビアナウンサー）（第10話）
岩瀬登の逮捕のニュースをテレビで伝える。
長谷川陽太の逮捕のニュースを伝える（第10話）。
通報者
声 - 相沢舞、川口桜
119番宛に様々な通報をしてくる人たち。
動画配信者
演 - 永嶋玲
救急車を不正利用する動画を投稿する配信者。

#### CALL-6
香田里穂
演 - 大友花恋（最終話）
みなとみらいの高架下で息が苦しいと119番してきた就活生。
中区牧江埠頭の海釣り公園から恋人の直樹が転落。119番してきた（最終話）。
男性
演 - 高橋直樹
2025年冬に発売予定の新作香水「Rosa Regalia」のイラストの件で粕原小夏とリモート打合せをする男性。
女性
声 - 若山詩音
自称・元彼の男に殴られ、逃げながら119番通報してきた10代の家出女性。
美園達夫
声 - 龍田直樹
中区山下町の山下橋交差点前で足が痛くて動けない、と毎回同じ内容の通報をしてくる常習者。
森川
声 - 半田裕典
天ぷらを作ろうとしたら鍋から火が出て消えないと119番通報してきた男性。
通報者
声 - 東龍之介、中根徹（第9話・最終話）、笠原留美、幸野善之、菅沼久義、牛田裕子、内海安希子（最終話）、山下歩、小野元春（第9話）、麻鈴（第8話・第9話）
119番宛に様々な通報をしてくる人たち。

#### CALL-7
医師
演 - ふるごおり雅浩
堂島信一の主治医。耳鼻咽喉科。
編集者
演 - 金沢涼恵
粕原小夏の担当編集者。小夏と山歩きの本を作ろうとしている。
桜井亮太〈11〉
演 - 松野晃士
笹野台の森で行方不明になったと父親から通報があった男の子。
隊員
演 - 鈴木勇輝、木ノ花大空矢（第8話）
中央消防救助隊員。
男性
声 - 関智一
通りかかった溝の江公園で小さい女の子がおでこから血流していると通報してきた運転手。
向井
声 - 角倉英里子
110番センター職員。
男性
声 - 宇野翔真
冬用のタイヤに交換していたら、ジャッキが外れて車に足が挟まれたと通報してきた。
通報者
声 - 宮本崇弘（第9話）、石橋桃、後藤恵里菜
119番宛に様々な通報をしてくる人たち。

#### CALL-8
岩下
演 - 木村史明
岡津救急隊長。
男性
演 - 當眞嗣斗
運動中に腰をやっちゃって歩けなくなったと通報してきた男性。体重170キロあるという。
松本
演 - 甲斐誠
横浜市消防局司令課指令管制員。
西山
声 - 日笠陽子
高速道路での玉突き事故を通報する女性。
上田
声 - 田中啓太郎
ドローンを飛ばしていたところGPSの不調で操縦不能となり高速道路に落下したと通報してきた。
土井
演 - 片山公輔（第9話・最終話）
SR部隊長。
通報者ほか
声 - 江川央生、麻生智久、佐藤朱、佐々千春、若山実祐希、菖
119番宛に様々な通報をしてくる通報者および港北救急隊員などの声。

#### CALL-9
栞の父、栞の母
演 - 加門良、紫城いずみ
兼下栞の実家、石倉家の両親。
SR隊員
演 - 伊藤尚史
金沢区野原台の土砂崩れの家屋の救護にあたる。
草鹿
声 - 神谷浩史
畑の用水路に転落してしまい、119番通報する男性。
畠山
声 - 田中秀幸
金沢区野原台三丁目の自治会長。
男性
声 - 宝亀克寿
野原台の土砂崩れで家に閉じ込められた男性。
女性
声 - 野沢雅子
土砂崩れに巻き込まれた石倉家の近所に住む老婦人。
三上
声 - 桑島法子
自宅で夫が倒れ119番通報する女性。
通報者ほか
声 - 松山鷹志、元吉有希子、上田ゆう子、清水健佑、中友子、宮坂俊蔵、浅野良介
119番宛に様々な通報をしてくる通報者および旭第二消防隊員、SR部隊員、テレビのアナウンサーなどの声。

#### CALL-10
道瀬素子〈39〉
演 - 沢城みゆき（最終話）
堂島が応対に出るまで119番にジャンク通報を繰り返し、繋がった堂島に「あなたたちの無能さを証明してあげる」と言い放った通報者。実は過去に男性を刺して119番に通報、対応した堂島のせいで男性が死亡したと逆恨みしていた。シティーポートビルを爆破させ、後に自ら出頭し、消防に恨みがあると認め、再逮捕された。
女性
演 - 大島蓉子
中区木浜町の一軒家の火事を通報した主婦。足を引きずる男性も見かけたという。
長谷川陽太
演 - 石川雷蔵
連続放火を繰り返していた男性。
消防隊員
演 - 早川剛史
西区若葉町の火災現場に出場した隊員。
男性
演 - 滝裕二郎
西区若葉町の廃屋の火事を通報した男性。兼下に消火器を手渡す。
男性
演 - 直井忠道
西区三里町3丁目の一軒家の火災の対応にあたる兼下の前に消火器を持って現れる男性。
アナウンサー
声 - 海老原優香（フジテレビアナウンサー）
中区の住宅街で段ボールが燃えているとの火事騒ぎがあったことを伝える。
消防隊員
声 - 佐藤悠雅

通報者ほか
声 - 進藤尚美、高桑満、宮園拓夢、高橋雛子、古里紗希、大平寛子、林千津子（最終話）、Sasha D
119番宛に様々な通報をしてくる通報者および南指揮隊長、神奈川指揮隊長などの声。

#### LAST CALL
刑事
演 - 板垣雄亮
2か月前に出所した道瀬素子が爆破事故に関わっていると堂島に伝える。
母親
演 - 大沼美和子
爆破事件があったシティーポートビル20階のカフェ「ブランツ」で働いていた娘を亡くした母親。
アナウンサー
声 - 岸本理沙（フジテレビアナウンサー）
道瀬素子逮捕のニュースを伝える。
城田
声 - 山寺宏一
中区民センターの裏庭で同僚が草刈り機で足を切ったと119番通報してきた男性。
通報者
声 - 津賀有子、平井啓二、杉山優斗、長谷川禄、丸口咲、水希凜、桜谷理子、黒田ひろき、大川陽之将
119番宛に様々な通報をしてくる通報者の声。

## スタッフ
- 脚本 - 橋本夏、小柳啓伍[1]
- 音楽 - 斎木達彦
- 主題歌 - 羊文学「声」（F.C.L.S. / Sony Music Labels）[91]
- 演出 - 水田成英（FCC）、並木道子、丸谷俊平[7]
- 編成 - 水戸祐介
- モニター演出 - 多胡由章
- 協力 - 横浜市消防局[92][注 9]
- プロデュース - 渡辺恒也[1]
- 制作協力 - C.A.L[1]
- 制作著作 - フジテレビ[1]

## 放送日程
| 各話                                                                        | 放送日  | サブタイトル                          | 脚本     | 演出     | 視聴率 |
| --------------------------------------------------------------------------- | ------- | ------------------------------------- | -------- | -------- | ------ |
| CALL-1                                                                      | 1月13日 | 緊急通報指令!声で命をつなぐヒーロー達 | 橋本夏   | 水田成英 | 7.3%   |
| CALL-2                                                                      | 1月20日 | 工場火災発生!命を救う現場をつなぐ思い | 橋本夏   | 水田成英 | 7.6%   |
| CALL-3                                                                      | 2月03日 | 急増・外国人通報!エリート管制員の葛藤 | 橋本夏   | 並木道子 | 7.4%   |
| CALL-4                                                                      | 2月10日 | 「絶対」の重責、心に秘めた熱いもの    | 小柳啓伍 | 水田成英 | 7.4%   |
| CALL-5                                                                      | 2月17日 | 何度裏切られても、その声を信じる      | 橋本夏   | 丸谷俊平 | 6.9%   |
| CALL-6                                                                      | 2月24日 | 夜の闇、人の心、命の声                | 小柳啓伍 | 並木道子 | 7.3%   |
| CALL-7                                                                      | 3月03日 | 遭難救助―今度こそ救うため、この声を   | 橋本夏   | 丸谷俊平 | 8.4%   |
| CALL-8                                                                      | 3月10日 | システムダウン!最後の肉声指令         | 橋本夏   | 並木道子 | 6.3%   |
| CALL-9                                                                      | 3月17日 | 土砂崩れ発生!迫る人生の決断の時       | 小柳啓伍 | 丸谷俊平 | 8.2%   |
| CALL-10                                                                     | 3月24日 | 連続放火事件の謎！過去との決別        | 橋本夏   | 並木道子 | 9.0%   |
| LAST CALL                                                                   | 3月31日 | 不条理と希望、声がつないだ救命の循環  | 橋本夏   | 水田成英 | 8.0%   |
| 平均視聴率 7.6%（視聴率はビデオリサーチ調べ、関東地区・世帯・リアルタイム） |         |                                       |          |          |        |

- CALL-1（初回）は21時 - 22時24分の30分拡大放送の予定だったが[2]、放送中に発生した日向灘を震源とする震度5弱の地震による南海トラフ地震に関連する情報が発表されたのを受け、FNN報道特別番組でいったん中断された。22時16分ごろに本編が再開され、終了時刻は22時43分まで繰り下げられた[108]。再放送の要望が数多く寄せられたことから、19日16時5分 - 17時25分（関東地区は『日曜スペシャル』枠）にCALL-1の再放送が編成された[109]。
- CALL-3は1月27日に放送予定だったが、フジテレビの不祥事（後述）を受けての2度目の記者会見を伝える『緊急特報フジテレビ経営陣会見』のため1週順延[110]。

## 制作局の不祥事による影響
放送時期に制作局であるフジテレビの不祥事が発覚し、当作品の制作にも影響が及んだ。
- 本作品の放映に合わせて、総務省消防庁が本ドラマとタイアップしたポスター約5500枚を全国の市町村消防本部に配布する予定だったが、この不祥事が報じられたことを受けて、消防庁はポスターの配布を一旦見合わせることを同月20日に明らかにした[111][112]。
- 本ドラマの制作協力を行っている横浜市の市長である山中竹春は2025年1月の定例会見において、「（前述の疑惑について）市として特段のアクションを起こしたことはない。今後、状況を注視していきたい」としながらも、「それがあまり許容されない状況になるのなら、対応を考えたい」とコメントした[3][113][114]。
- 1月27日、横浜市がこの日放送予定だったCALL-3（実際の放送は2月3日となった[110]）から横浜市関連の団体[注 10]を協力クレジットから削除するようにフジテレビに要請したことが明らかになった。ドラマ撮影で使用する車両や防火服などの貸し出し、職員による演技指導はこれまで通り継続するとした[93][94]。